# Vas-y, fonce
Pour plus de détails, voir Fiche technique et Distribution.
Vas-y, fonce (titre original : Drive, He Said) est un film américain réalisé par Jack Nicholson, sorti en 1971. 
Il s'agit de la première réalisation de Jack Nicholson, si l'on met de côté le film L'Halluciné où il n'est pas crédité comme réalisateur au côté de Roger Corman. Le film adapte le roman de Jeremy Larner qui participe comme coscénariste.

## Synopsis
Nous suivons les états d'âme d'un universitaire, joueur de basketball, ainsi que de son coach et de leur proche entourage; état des lieux sur ses amis et ses amours, sur fond de Guerre du Viêt Nam et de contestation.

## Fiche technique
- Titre original : Drive, He Said
- Titre français : Vas-y, fonce
- Réalisation : Jack Nicholson
- Scénario : Jack Nicholson et Jeremy Larner d'après le roman de ce dernier
- Photographie : Bill Butler
- Musique : David Shire
- Producteurs : Steve Blauner, Harry Gittes, Jack Nicholson, Fred Roos et Bert Schneider
- Pays d'origine : États-Unis
- Format : Couleurs - 1,85:1 - Mono
- Genre : comédie dramatique
- Date de sortie : 1971

## Distribution
- William Tepper : Hector
- Karen Black : Olive
- Michael Margotta : Gabriel
- Bruce Dern : Coach Bullion
- Robert Towne : Richard
- Henry Jaglom : Conrad
- Don Hanmer : Director of Athletics
- Joseph Walsh : Announcer
- Charles Robinson : Jollop
- David Ogden Stiers : Pro Owner
- Cindy Williams : Manager's Girlfriend
- June Fairchild : Sylvie